# 표준 모형 확장
표준 모형 확장(영어: Standard-Model Extension, SME)은 표준 모형, 일반 상대성이론, 그리고 로런츠 대칭을 깨는 가능한 모든 연산자를 포함하는 유효 이론이다. 이러한 근본적인 대칭성의 위반은 이 일반적인 틀 내에서 연구될 수 있다. CPT 위반은 로런츠 대칭의 깨짐을 의미하며, SME는 CPT 정리를 깨는 연산자와 보존하는 연산자를 모두 포함한다.

## 개발
1989년, 앨런 코스텔레츠키와 스튜어트 새뮤얼은 끈 이론에서의 상호작용이 로런츠 대칭의 자발적인 깨짐으로 이어질 수 있음을 증명했다. 이후 연구에 따르면 고리 양자 중력, 비가환 장론, 브레인 우주 시나리오, 무작위 역학 모델 또한 로런츠 불변성의 붕괴를 수반하는 것으로 나타났다. 지난 수십 년 동안 로런츠 위반에 대한 관심이 급증했는데, 이는 양자 중력의 후보 이론들과 다른 이론들에서 발생할 수 있기 때문이다. 1990년대 초, 보손 초끈의 맥락에서 끈 상호작용 또한 CPT 정리를 자발적으로 깰 수 있음이 밝혀졌다. 이 연구는 케이 중간자 간섭계를 이용한 실험이 CPT 위반의 가능한 신호를 탐색하는 데 유망할 것이라고 제안했다.
SME는 로런츠 및 CPT 대칭 위반에 대한 이론적 동기가 주어졌을 때, 이러한 대칭성을 실험적으로 조사하는 것을 용이하게 하기 위해 구상되었다. 1995년에 첫 단계로 유효 상호작용이 도입되었다.
로런츠 깨짐 상호작용은 끈 이론과 같은 구성에 의해 동기 부여되지만, SME에 나타나는 저에너지 유효 작용은 근본적인 이론과 무관하다. 유효 이론의 각 항은 근본적인 이론의 텐서장 기대를 포함한다. 이 계수들은 플랑크 스케일 억제 때문에 작을 것으로 예상되며, 원칙적으로 실험을 통해 측정 가능하다. 처음으로 고려된 경우는 중성 중간자의 혼합이었는데, 그 간섭적인 특성으로 인해 억제된 효과에 매우 민감하기 때문이다.
1997년과 1998년에 돈 콜라데이와 앨런 코스텔레츠키의 두 논문이 평탄한 시공간에서 최소 SME를 탄생시켰다. 이는 표준 모형 입자 스펙트럼 전반에 걸친 로런츠 위반 프레임워크를 제공했으며, 잠재적인 새로운 실험 탐색을 위한 신호 유형에 대한 정보를 제공했다.
2004년에는 곡선 시공간에서 선도적인 로런츠 깨짐 항이 발표되어,
최소 SME의 그림이 완성되었다. 1999년에 시드니 콜먼과 셸던 리 글래쇼는 SME의 특별한 등방성 한계를 제시했다.
고차 로런츠 위반 항은 전자기학을 포함한 다양한 맥락에서 연구되었다.

## 로런츠 변환: 관찰자 대 입자
입자 변환과 관찰자 변환의 구별은 물리학에서 로런츠 위반을 이해하는 데 필수적이다. 로런츠 위반은 입자 로런츠 변환에 의해서만 다른 두 시스템 간의 측정 가능한 차이를 의미하기 때문이다.
특수 상대성이론에서 관찰자 로런츠 변환은 속도와 방향이 다른 기준 틀에서 이루어진 측정값을 연관시킨다. 한 시스템의 좌표는 다른 시스템의 좌표와 관찰자 로런츠 변환—회전, 부스트 또는 이 둘의 조합—에 의해 관련된다. 각 관찰자는 이 변환이 단순히 좌표 변환이기 때문에 물리학의 법칙에 동의할 것이다. 반면에 동일한 실험이 같은 관성 관찰자에 의해 연구되는 동안 서로 상대적으로 회전하거나 부스트될 수 있다. 이러한 변환은 입자 변환이라고 불리는데, 이는 실험의 물질과 장이 물리적으로 새로운 구성으로 변환되기 때문이다.
통상적인 진공에서 관찰자 변환과 입자 변환은 간단한 방식으로 서로 관련될 수 있다. 기본적으로 하나는 다른 하나의 역이다. 이러한 명백한 등가성은 종종 능동 변환과 수동 변환의 용어로 표현된다. 그러나 로런츠 위반 이론에서는 이 등가성이 실패하는데, 이는 고정된 배경장이 대칭 깨짐의 원천이기 때문이다. 이러한 배경장은 텐서와 같은 양으로, 선호하는 방향과 부스트 종속적인 효과를 생성한다. 이 장들은 모든 공간과 시간에 걸쳐 확장되며, 본질적으로 고정되어 있다. 배경장 중 하나에 민감한 실험이 회전하거나 부스트될 때, 즉 입자 변환될 때, 배경장은 변하지 않고 측정 가능한 효과가 가능하다. 관찰자 로런츠 대칭은 로런츠 위반 이론을 포함한 모든 이론에서 예상되는데, 이는 좌표 변경이 물리학에 영향을 미칠 수 없기 때문이다. 이러한 불변성은 스칼라 라그랑지언을 올바르게 수축된 시공간 지표와 함께 작성함으로써 장 이론에서 구현된다. 입자 로런츠 깨짐은 이론이 우주를 채우는 고정된 SME 배경장을 포함할 경우 발생한다.

## SME 구축
SME는 다양한 항을 포함하는 라그랑지언으로 표현될 수 있다. 각 로런츠 위반 항은 표준 장 연산자와 로런츠 위반 계수라고 불리는 제어 계수를 수축시켜 구성된 관찰자 스칼라이다. 이들은 매개변수가 아니라 이론의 예측이며, 적절한 실험을 통해 원칙적으로 측정될 수 있다. 계수들은 플랑크 스케일 억제 때문에 작을 것으로 예상되므로, 섭동 방법이 적절하다. 일부 경우에는 다른 억제 메커니즘이 큰 로런츠 위반을 숨길 수 있다. 예를 들어, 중력에 존재할 수 있는 큰 위반은 약한 중력장과의 결합 때문에 지금까지 감지되지 않았을 수 있다.
이론의 안정성과 인과성은 상세하게 연구되었다.

## 자발적 로런츠 대칭 깨짐
장 이론에서 대칭 깨짐을 구현하는 두 가지 가능한 방법은 명시적 깨짐과 자발적 깨짐이다. 로런츠 위반의 형식 이론에서 핵심적인 결과는 2004년 코스텔레츠키에 의해 발표된 것으로, 명시적인 로런츠 위반은 비앙키 항등식과 에너지-운동량 및 스핀 밀도 텐서의 공변 보존 법칙 간의 비호환성으로 이어진다는 것이다. 반면 자발적인 로런츠 깨짐은 이러한 어려움을 회피한다. 이 정리는 로런츠 대칭의 모든 깨짐이 동적인 것이어야 함을 요구한다. 로런츠 대칭 붕괴의 가능한 원인에 대한 형식적인 연구에는 예상되는 난부-골드스톤 모드의 운명에 대한 조사가 포함된다. 골드스톤 정리는 자발적인 깨짐이 질량이 없는 보손을 동반해야 함을 의미한다. 이러한 모드는 광자,
중력자,
스핀 종속 상호작용,
그리고 스핀 독립 상호작용과 암흑 에너지로 식별될 수 있다.

## 실험적 탐색
어떤 실험에서든 로런츠 위반의 가능한 신호는 SME로부터 계산될 수 있다.
따라서 이는 실험 물리학 전반에 걸쳐 로런츠 위반을 탐색하는 데 놀라운 도구가 되었다. 현재까지 실험 결과는 SME 계수의 상한값 형태로 나타났다. 결과는 다른 관성 기준 틀에 따라 수치적으로 달라지므로, 결과 보고에 채택된 표준 틀은 태양 중심 틀이다. 이 틀은 접근 가능하고 수백 년의 시간 척도에서 관성적이므로 실용적이고 적절한 선택이다.
일반적인 실험은 배경장과 스핀 (물리학) 또는 전파 방향과 같은 다양한 입자 특성 사이의 결합을 탐색한다. 로런츠 위반의 주요 신호 중 하나는 지구에서의 실험이 태양 중심 틀에 대해 필연적으로 회전하고 공전하기 때문에 발생한다. 이러한 움직임은 로런츠 위반에 대한 측정 계수의 연간 및 항성시 변동을 초래한다. 태양 주위 지구의 병진 운동은 비상대론적이므로, 연간 변동은 일반적으로 10−4 계수로 억제된다. 이로 인해 항성시 변동이 실험 데이터에서 찾아야 할 주요 시간 종속 효과가 된다.
SME 계수 측정은 다음을 포함하는 실험으로 이루어졌다.
- 우주론적 원천에서 발생하는 복굴절 및 분산
- 시계-비교 측정
- 우주 마이크로파 배경 편광
- 충돌기 실험
- 전자기 공명 공동
- 등가원리
- 게이지 및 힉스 입자
- 고에너지 천체물리학 관측
- 중력의 실험실 및 중력 측정 시험
- 물질 간섭계
- 중성미자 진동
- K, B, D 중간자의 진동 및 붕괴
- 입자-반입자 비교
- 태양계 및 그 너머의 후뉴턴 중력
- 2세대 및 3세대 입자
- 우주 기반 임무
- 수소 및 반수소 분광학
- 스핀 편극 물질

모든 SME 계수 실험 결과는 로런츠 및 CPT 위반 데이터 표에 정리되어 있다.

## 같이 보기
- 반물질 로런츠 위반 테스트
- 로런츠 위반 전자기학
- 로런츠 위반 중성미자 진동
- 벌레비 모델
- 특수 상대성이론 시험
- 특수 상대성이론의 시험 이론